# روز مايلي (شخصية في رواية)
روز فليمنج مايلي (بالإنجليزية: Rose Fleming Maylie) هي شخصية في رواية «أوليفر تويست» التي أبدعها الكاتب الإنجليزي تشارلز ديكنز، والتي ظهر في نهاية الرواية أنها خالة أوليفر، وعلى الرغم من أنها تلعب دورًا بالغ الأهمية في الرواية إلا أنها كانت غالبًا مُسقطة من الأحداث الدرامية في القصة.
اسمها الأصلي هو روز فليمنج، نشأت روز يتيمة في أسرة فقيرة قبل أن تتبناها السيدة مايلي التي ادعت أن روز هي ابنة أختها. تطارد روز فكرة أنها قد تكون ابنة غير شرعية، ومن ثم ترفض طلب هاري ابن السيدة مايلي للزواج منها خوفًا من أن يضر هذا الزواج بمستقبله المهني في الكنيسة.
يقوم اللصان بيل سايكس وتوبي كراكيت باقتحام منزل عائلة مايلي بمساعدة أوليفر الذي يستغلونه لتسهيل دخولهم إلى المنزل لأنه صغير الحجم مما يمكنه من التسلق والتسلل عبر النافذة. وحينئذٍ يطلق جايلز كبير خدم عائلة مايلي الرصاص على أوليفر ويصيبه بجرح.
تعرف روز حكاية أوليفر من نانسي، وتقترح على نانسي مساعدتها في الهروب من سايكس، إلا أن نانسي ترفض تركه، فتتعاون روز مع السيد براونلو لإنقاذ أوليفر.
فيما بعد تكتشف روز أنها خالة أوليفر، حيث أن أختها أغنيس فليمينغ هي والدة أوليفر، وأن كلاهما كان ضحية مؤامرة مونكس الأخ غير الشقيق لأوليفر.
تصاب روز قرب نهاية الرواية بمرض عضال وتوشك على الموت، عندئذٍ يهرع إليها هاري ابن السيدة مايلي ليبقى إلى جانبها ويعلن حبه لها، ثم تتعافى ويتزوجان.

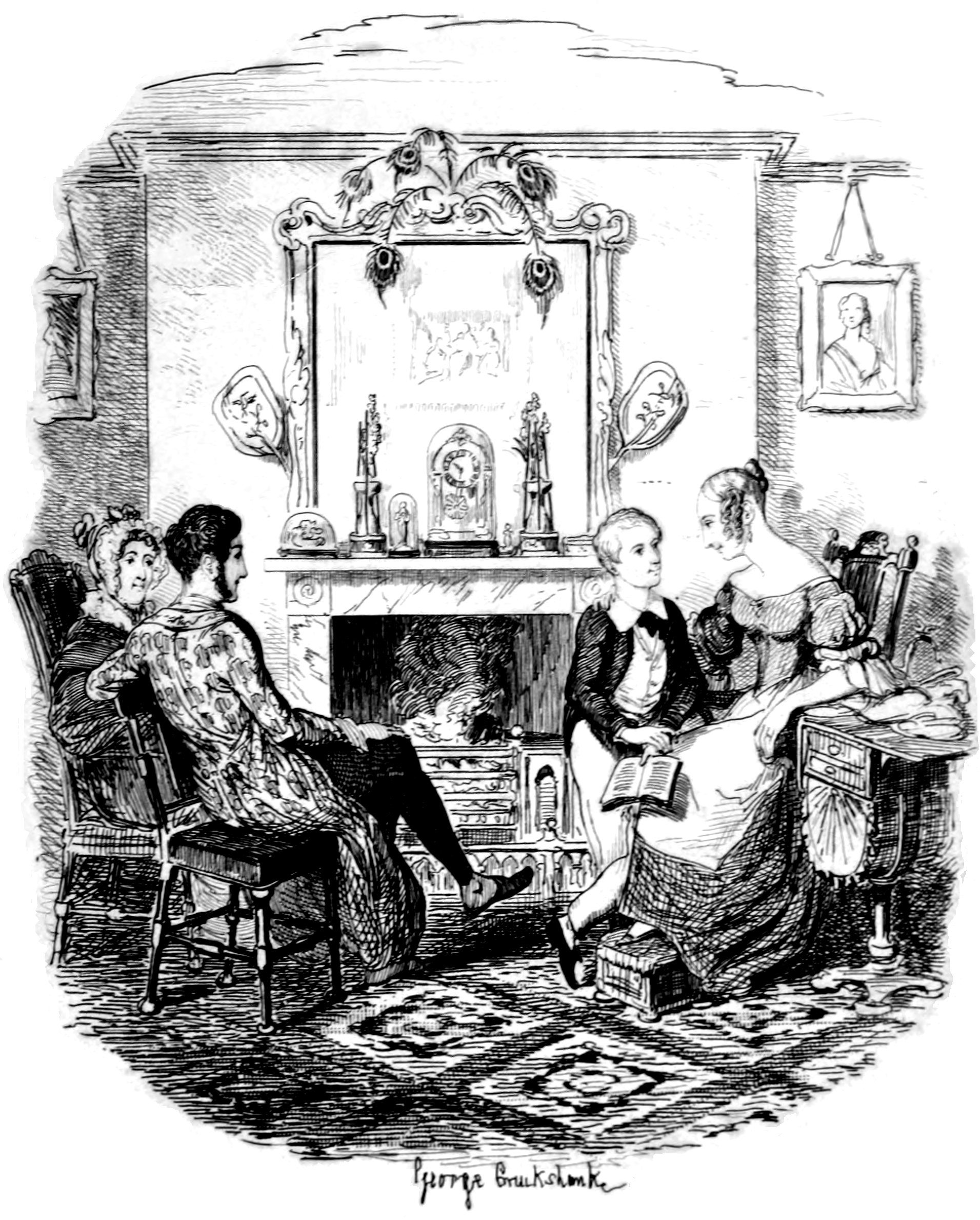
روز مايلي مع أوليفر تويست

## الدور
صُورت روز في الرواية على أنها فتاة جميلة وبريئة ونقية في السابعة عشر من عمرها في الوقت الذي وقعت فيه أحداث الرواية. والتي هي بعد شفاء الشاب أوليفر تويست من المرض في منزل السيد براونلو. والأكثر غرابة أنه التقى عمته! التي اتضح أنها خطيبته الأخيرة روز، التي لم تكن تعرف أي شيء عن أصلها وتم نقلها منذ فترة طويلة إلى تعليم السيدة ميللي.

## أداء الدور في السينما والمسرح والتليفزيون
حذفت شخصية روز مايلي بالكامل من المسرحية الموسيقية أوليفر!. وهي غير موجودة أيضًا في نسختي عام 1948، وعام 2005 من فيلم أوليفر تويست المأخوذ من أحداث الرواية. وحتى في الأعمال المسرحية المستوحاة من رواية أوليفر تويست، والتي تظهر روز مايلي كإحدى شخصياتها، غالبًا ما تختلف العلاقات الأسرية لروز عن تلك الموجودة في الرواية الأصلية، حيث يظهر السيد براونلو (الذي لم تكن لها أية صلة به قبل أن يربط أوليفر بينهما في الرواية) أحيانًا كعمها أو أبيها بالتبنى.
لعبت الممثلة الأمريكية إستر رالستون دور روز مايلي في نسخة عام 1922 من فيلم أوليفر تويست، وفي نسخة عام 1933 لعبت دورها الممثلة الكندية باربرا كينت، ولعبت البريطانية إليانور ديفيد هذا الدور في نسخة الفيلم التليفزيوني عام 1982.
لعبت الممثلة الإنجليزية كيرا نايتلي دور روز مايلي في مسلسل أوليفر تويست عام 1999، في المسلسل القصير المأخوذ عن الرواية في عام 2007 لعبت دورها الممثلة الاسكتلندية مورفن كريستي، بينما لعبت الممثلة البريطانية ليسيت أنتوني دور أغنيس أخت روز في المسلسل القصير المأخوذ عن الرواية في عام 1985.
وفي الفيلم التلفزيوني الذي أنتجته ديزني في عام 1997، لعبت أوليفيا كافري دور روز مايلي، إلا أن علاقتها بأوليفر كانت تختلف عن معظم الإصدارات الأخرى من الفيلم، حيث قدم روز كابنة عم لأوليفر.
وفي الأداء المسرحي للرواية على مسرح جلالة الملك في لندن عام 1905 لعبت الدور الممثلة البريطانية ليتيس فيرفاكس.